# الاتحاد الجمركي لإفريقيا الجنوبية
الاتحاد الجمركي لإفريقيا الجنوبية (بالإنجليزية: Southern African Custom Union)‏ أو اختصارا (بالإنجليزية: SACU)‏ اتحاد جمركي يجمع خمس دول من إفريقيا الجنوبية، تأسس في العام 1910 ويضم كل من: جنوب إفريقيا، بوتسوانا، ليسوتو، ناميبيا وسوازيلاند. وهذا الاتحاد هو أقدم اتحاد جمركي لا زال يعمل في العالم. 

وحين تأسس في العام 1910، كان باسم اتفاقية الاتحاد الجمركي بين اتحاد جنوب إفريقيا والمفوضية العليا لأراضي محمية بيشوانالاند، باسوتولاند وسوازيلاند.